# Sam Auinger

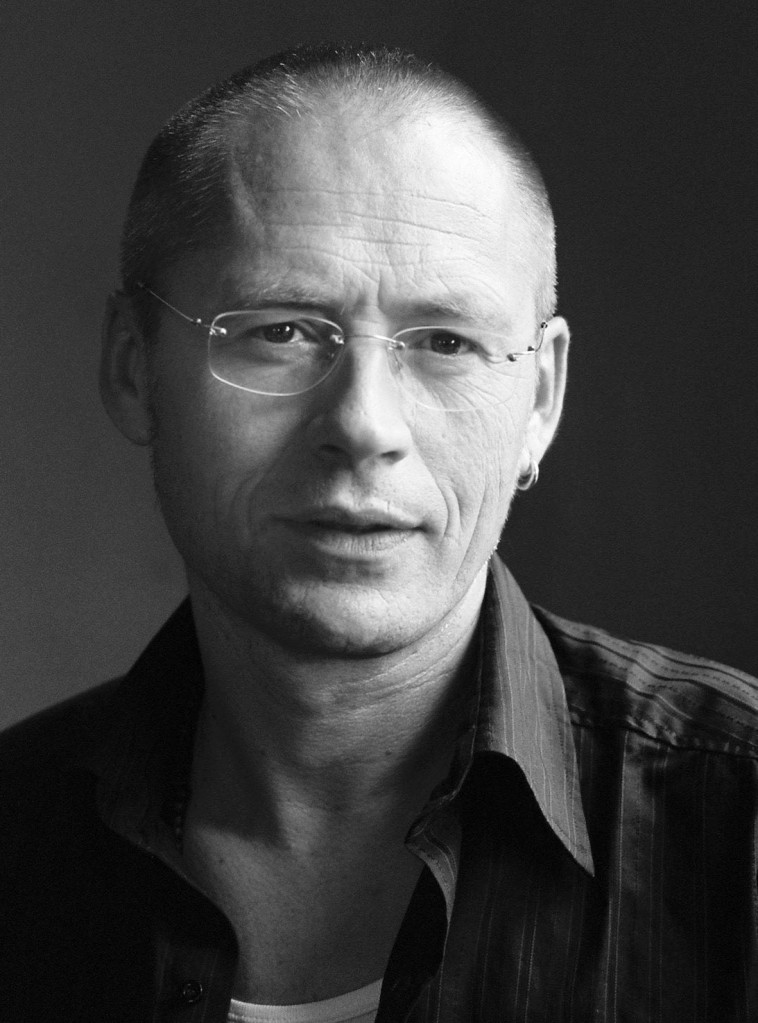
Sam Auinger

Sam Auinger (* 23. Februar 1956 in Linz, Österreich) ist ein österreichischer Komponist und Klangkünstler.

## Biografie
Seit den frühen 1980ern beschäftigt sich Auinger mit Fragen der Komposition, der Computermusik, des Sound Designs und der Psychoakustik. Gemeinsam mit Bruce Odland gründete er 1989 O+A, dessen zentrales Thema „hearing perspective“ ist.
Häufig arbeitete er mit dem Bassisten und Komponisten Hannes Strobl (tamtam) und dem Sänger und Performer David Moss (technologies) zusammen. Nach mehreren gemeinsamen Projekten gründeten Sam Auinger, Dietmar Offenhuber und Hannes Strobl 2005 die Künstlergruppe ‚stadtmusik’.
Sam Auinger erhielt unter anderem den Kulturpreis der Stadt Linz 2002 und den SKE Publicity Preis 2007. 1997 war er Gast des Berliner Künstlerprogramms des DAAD. 2008/2009 war er Stipendiat an der Cité Internationale des Arts in Paris. 2010 wurde er erster Stadtklangkünstler Bonns. 2011 war er als Featured Artist bei der Ars Electronica in Linz eingeladen.
Er arbeitete mit Stadtplanern und Architekten zusammen und war Teilnehmer bei internationalen Symposien zum Thema Stadtplanung und Architektur. Auf der ESOF 2010 in Turin war er als Key-Note Speaker geladen. Neben seiner künstlerischen Tätigkeit hielt er Vorträge und leitete Workshops zum Thema Klang und Architektur.
Er lebt in Linz und Berlin.

## Rezeption
Sam Auinger gilt heute als einer der führenden Protagonisten der internationalen Klangkunst im öffentlichen Raum. Seine intensive Auseinandersetzung mit Fragen der Komposition, der Psychoakustik und der Rezeption von Klangereignissen, sowie sein Interesse für aktuelle Erkenntnisse der Neurologie und Psychologie in Wahrnehmungsfragen, führen sein künstlerisches Arbeiten Anfang der 1980er Jahre zur Klangkunst. Ab Mitte der 1980er Jahre verwirklicht er zunehmend Installationsarbeiten im öffentlichen und halböffentlichen Raum. Sein zentrales Interesse gilt dabei der Frage, wie Lebensräume auditiv wahrgenommen werden.
1987 entsteht im Rahmen der Ars Electronica die erste gemeinsame Arbeit mit Bruce Odland. Die Klanginstallation 'riverworks' im Linzer Donaupark wird zum Grundstein ihres gemeinsamen künstlerischen Themas 'hearing perspective'. Bei der hearing perspective wird die räumliche Umgebung primär hörend wahrgenommen und das Gehörte als kulturelle Sprache des Ortes verstanden. 1989 gründen die beiden Künstler 'O+A' (Odland + Auinger) und erarbeiten inzwischen mehr als 50 temporäre und permanente Klanginstallationen im europäischen, nordamerikanischen und asiatischen Raum.
Parallel zu ihren künstlerischen Arbeiten betreiben sie ein intensives Diskurs- und Vermittlungsprogramm mit Lectures, Workshops und Seminaren. Bisherige Höhepunkte ihrer künstlerischen Forschung waren ihre Performance-Lecture 'towards a hearing perspective' als Keynote bei der ESOF 2010 in Turin und die Veröffentlichung ihres Artikels 'Reflections on the Sonic Commons' im LEONARDO MUSIC JOURNAL, Vol. 19.
Seit Mitte der 90er Jahre vermittelt Sam Auinger international seine künstlerische Forschung in Lectures, Soundwalks, Workshops und Veröffentlichungen. 2008 bis 2012 war er Gastprofessor an der Universität der Künste Berlin und leitete den Fachbereich 'Experimentelle Klanggestaltung' im Masterstudiengang 'Sound Studies'.
In seinem Schaffen entstehen immer wieder Arbeiten, die die Wirkungszusammenhänge von gestaltetem Raum und darin stattfindenden Klangereignissen verdeutlichen. Sie machen Alltagsgewohnheiten, persönliche Geschichte und kulturellen Hintergrund als wichtige Parameter in unserer Klangwahrnehmung erlebbar. So entstand 2010 die Übersichtskarte 'hoerorte bonn' im Rahmen seiner Arbeit als Stadtklangkünstler von Bonn. Diese dokumentiert städtische Orte mit besonderen auditiven Qualitäten und Situationen und soll dazu einladen den städtischen Lebensraum bewusst hörend zu erfahren.

## Werke (Auswahl)

### Installationen

#### Temporäre Installationen
- Linz R2. O+A, (2011): Lentos Kunstmuseum, Ars Electronica, Linz (AT)[6]
- raumfarben 02. tamtam, (2009): St. Ägidienkirche, Braunschweig (DE)[7]
- blue moon. O+A, (2004): World Financial Center Plaza, New York (US)[8]
- box 30/70. O+A, mobile Installation, (2001): Witten, Rotterdam (NL), Berlin, Düsseldorf, Dresden (DE), Wien (AT); (2002) Linz (AT)[9]; (2005–2008) Neerpelt (BE)
- flugstunde. (1995): Wiener Secession / Wien (AT)[10]; (2007) OK Offenes Kulturhaus Oberösterreich / Linz (AT)
- traffic mantra. O+A, (1992): Rom (IT), peter erskine's sos rom/trajan's forum[11]

#### Permanente Installationen
- sonic vista. O+A, (seit 2011): Deutschherrnbrücke, Frankfurt/Main (DE)[12]
- grundklang bonn. (seit 2010): Bahnhofsvorplatz, bonn hoeren, Bonn (DE)[13]
- harmonic bridge. O+A, (seit 1998): Mass MoCA / North Adams, Massachusetts (US)[14]

### Performance
- urban space – urban sound. O+A & Hannes Strobl, (2013): U-Bahnhof Bonner Wall / Köln (DE)[15]
- 100.000 m³ bewegte Luft. (2011): Mariendom / Linz (AT)[16]
- requiem for fossil fuels. O+A, (2010): Brookfield Place[17], New York (US), St. Joseph’s Cathedral, San José (US); (2008) Sophienkirche / Berlin (DE); (2007) Judson Memorial Church / New York (US)
- my eyes ... my ears. O+A, (2011): Lentos Kunstmuseum Linz/ Linz (AT); (2010) Concordia University / Montreal (CA); (2009) Judson Memorial Church / New York (US)[18]
- saarbrigge 7-49-14. (2006): Basilika St. Johann / Saarbrücken (DE)[19]
- musik für streicher-ensemble nr. 1. in Zusammenarbeit mit dem Pellegrini-Quartett, (2002): Alte Feuerwache / Saarbrücken (DE)[20]
- berliner theorie. (eine Reihe von 12 Hausmusikkonzerten) gemeinsam mit Rupert Huber, (1997): Berlin (DE)[21]

### Radio
- bonnhoeren I. (2011): WDR 3, Köln (DE)[22]
- Sounds from my sketchbook (2010): Kunstradio, ORF (AT)[23]
- sechs uhr läuten. (2008): Deutschland Radio (DE)[24]
- innsbruck 6020. (2006): Kunstradio, ORF (AT)[25]
- schwarz-rot-gold. (1997): SFB (heute RBB) (DE)[26]

### Video
- stadtmusik 7 - boston buzz. (2009): (2010) Borås Konstmuseum / Borås (SE); (2010) borås Konstmuseum c/o Atalante / Gothenborg (SE); (2009) Cineplex, Österreichisches Filmmuseum / Wien (AT)[27]
- zurückbleiben bitte. (2007): microwave - international new media arts festival, Hongkong (HK); (2008) sundance filmfestival (US)[28]
- kapitel 3. (2005): (2006) center for digital arts and experimental media at the university of washington, Seattle (US); Tesla im Podewils'schen Palais, Berlin (DE); Austria at Arco '06, Madrid (ES); Medienturm, Museumsquartier Wien/Quartier 21, Wien (AT)[29]

### Bühnenmusik
- Liebe in schwarz-weiß im Theater Le Carreau (2013): Saarländisches Staatstheater, Saarbrücken (DE)[30]
- Schwanensee – Aufgetaucht. (2009): Saarländisches Staatstheater, Saarbrücken (DE)[31]
- camera orfeo. (2008): Radialsystem V, Berlin (DE)[32], Festspielhaus Hellerau (DE), (2009) Schiffbau/Box, Zürich (CH)
- Giselle: reloaded. (2006): Saarländisches Staatstheater, Saarbrücken (DE)[33]
- Carmen - privat. (2003): Saarländisches Staatstheater, Saarbrücken (DE)[34]
- the persians. (1993): Salzburger Festspiele, Szene Salzburg, Salzburg (AT)[35], Theatre Bobigny, Paris (FR); Mark Taper Forum, Los Angeles (US); International Festival, Edinburgh (UK); Hebbel-Theater, Berlin (DE)

### Filmmusik
- Taboo or not. (DE, 2005), Regie: Markus Behrens[36]
- Der Überfall. (AT, 2000), Regie: Florian Flicker, Filmmusik gemeinsam mit Hannes Strobl[37]
- James Ellroy. (US, 1998), Regie: Reinhard Jud[38]

### Sound Design
- Porsche Design_Mythos_Innovation. (2012): Tabakfabrik Linz (AT)[39]
- Salzkammergut. (2008): Oberösterreichische Landesausstellung (AT)[40]
- Kohle und Dampf. (2006): Oberösterreichische Landesausstellung (AT)[41]
- Grenzenlos. (2004): Oberösterreichische Landesausstellung (AT)
- Mittelalter. (2001): Friesach (AT)
- Land der Hämmer. (1998): Oberösterreichische Landesausstellung (AT)[42]
- Die Hunnen & Awaren. (1996): Burgenländische Landesausstellung (AT)[43]
- Mensch und Kosmos. (1990): Oberösterreichische Landesausstellung (AT)
- Arbeit, Mensch, Maschine. (1987): Oberösterreichische Landesausstellung (AT)

### Kuratorische Arbeiten
- klangstaetten | stadtklaenge '12. (2012): Allgemeiner Konsumverein, Braunschweig (DE)[44]
- Soundstudies Lebensräume. (2012): Campus Ausstellung Sound Studies at Ars Electronica 2012, Linz (AT)[45]
- crack*. (2011): Kommunalen Galerie Charlottenburg-Wilmersdorf, Berlin (DE)[46]

## Vermittlung (Auswahl)

### Lehre
- 2008 bis 2012: Gastprofessor an der UdK Berlin, er leitete den Fachbereich experimentelle Klanggestaltung im Masterstudiengang „Sound Studies“.[47]
- 2005: Lehrauftrag an der Fachschule Hagenberg mit dem Titel Sound Design

### Workshops
- thinking with your ears. (2013): In der Ars Electronica Creative Cloud - Workshop Reihe, Knowledge Capital, Osaka (JP)
- denken mit den ohren. (2013): Institut für Kultur und Medien Heinrich-Heine-Universität, Düsseldorf (DE)[48]
- hearing perspective. (2011): Psychiatrisches Krankenhaus, Hall (AT)
- the art of listening. (2007): Insa Art Space Korea, Seoul (KR)

### Soundwalks
- thinking with your ears. (2013): Kraftwerk Berlin, Berlin Atonal, Berlin (DE)
- Gang und Klang. (2013): GrünGürtel-Spaziergang, Stadt Frankfurt (DE)[49]
- sonic walks. (2011): MADE Festival, Umeå (SE)[50]

### Vorträge
- Sound&Space, Panel: bonn hoeren - urban sound art projects. (2012): Natural History Museum, London (UK)[51]
- Klanginstallationen im urbanen Raum von O+A (2012): Atmosphären PRODUZIEREN - Künstlerische Haltungen für die IGA 2017, Berliner Tagesspiegel, Berlin (DE)[52]
- toward the hearing perspective. (2010): ESOF, Lingotto Congress Center, Turin (IT)[53]
- die zukunft der stadt. (2010): bonn hoeren - stadtklangkunst, Auditorium im Kunstmuseum Bonn (DE)[54]

## Publikationen (Auswahl)
- Sam Auinger: denken mit den ohren. In: Musik/Medien/Kunst: Wissenschaftliche und künstlerische Perspektiven, Beate Flath (Hrsg.), September 2013, transcript Verlag Bielefeld, ISBN 978-3-8376-2346-8
- Sam Auinger: stadtklang – auditiver lebensraum. zum verstaendnis und zu fragen der gestaltung auditiver qualitaeten in urbanen raeumen. In: positionen. Texte zur aktuellen Musik, Heft 94 – Stadt | Kartographie | Klang, 2013
- Sam Auinger: Hoer-Orte Bonn - Eine Klangkarte. In: Klangkartographien – Sound Mapping. Julia Schröder (Redaktion), Kunsttexte, Auditive Perspektiven, Ausgabe 2/2013, (PDF 3.0 MB)
- Sam Auinger: Denken mit den Ohren / hearing perspective. Online-Auftritt des Festivals klangstaetten | stadtklaenge – Braunschweig, 2012
- Lebensräume - die Ausstellung des Masterstudienganges Sound Studies. In: The Big Picture, ars electronica Katalog, 2012, Hatje Cantz Verlag Ostfildern, ISBN 978-3-7757-3434-9, S. 302
- Sam Auinger: Hearing Perspective, Denken mit den Ohren. In: Origin, ars electronica Katalog, 2011, Hatje Cantz Verlag Ostfildern, ISBN 978-3-7757-3180-5, S. 204
- Sam Auinger: die zukunft des klanges in der gesellschaft. In: Sound Studies Traditionen - Methoden – Desiderate. Holger Schulze (Hrsg.), 2008, transcript Verlag Bielefeld, ISBN 978-3-89942-894-0, S. 231
- Sam Auinger & Friends: A Hearing Perspective. OK Offenes Kulturhaus Oberösterreich, Carsten Seiffarth & Martin Sturm (Hrsg.): 2007, Folio Verlag Wien, ISBN 978-3-85256-395-4
- Sam Auinger: gut klingender raum. In: Klanganthropologie: Performativität - Imagination – Narration. Holger Schulze & Christoph Wulf von Oldenburg (Hrsg.): 2007, Paragrana Band 16 / Heft 2, Akademieverlag, Berlin, ISBN 978-3-05-004365-4, S. 149

## Interviews (Auswahl)
- O+A (Sam Auinger + Bruce Odland): In: Sound Generation [E-Book/Kindle Edition]; Alexis Bhagat & Greg Gangemi (Hrsg.), 2013, Autonomedia, ISBN 978-1-57027-279-0
- Sam Auinger: Wir sind die Großmeister im Nichthören. In: Hearing Stories, Rainer Hüls & Martin Schaarschmidt (Hrsg.), 2012, Innocentia Verlag, ISBN 978-3-9808107-5-3, (PDF 254 KB)